# 恒春郡
恒春郡（こうしゅんぐん）は日本統治時代の台湾に存在した行政区画の一つであり、高雄州に属した。

## 概要
恒春郡は郡役所が設置された恒春街以外に車城庄、満州庄、蕃地を管轄した。郡域は現在の屏東県恒春鎮、車城郷、満州郷、牡丹郷に当たる。
1945年3月に重慶国民政府が策定した台湾接管計画綱要地方政制により郡域をもって恒春県とする案があったが、政制の廃止により計画は消滅した。

## 歴代首長

### 郡守
- 齋藤永治[1]
- 城戸彦市[2]
- 西澤時蔵[3]
- 大村廉吉[4]
- 西村吾六[5]
- 富永藤平[6]
- 樋口要司[7]
- 高山仙七[8]
- 水崎格[9]：1936年12月[10] -
- 西元坂一[11]：1925年1月[12] -
- 川松鍵三[13]：1941年6月[14] -
- 唐澤鹿男[15]：1942年8月[16] -
- 今井助雄[17]